# Bob Jackson (Schwimmer)
Robert „Bob“ Scott Jackson (* 5. März 1957 in Alhambra, Kalifornien) ist ein ehemaliger Schwimmer aus den Vereinigten Staaten. Er gewann bei Weltmeisterschaften und bei Panamerikanischen Spielen jeweils zwei Goldmedaillen.

## Sportliche Karriere
Bob Jacksons internationale Karriere begann 1975 bei den Panamerikanischen Spielen in Mexiko-Stadt. Über 100 Meter Rücken gewann er die Silbermedaille hinter seinem Landsmann Peter Rocca und vor dem Brasilianer Rômulo Arantes. Über 200 Meter Rücken siegte sein Landsmann Dan Harrigan vor dem Kanadier Mike Scarth und Bob Jackson. 1976 bei den Olympischen Spielen in Montreal belegte Jackson in 57,69 Sekunden den sechsten Platz über 100 Meter Rücken. Da John Naber und Peter Rocca die Gold- und Silbermedaille erschwammen, war Jackson aber nur drittbester Schwimmer seiner Mannschaft.
Bei den Weltmeisterschaften 1978 in West-Berlin siegte Jackson über 100 Meter Rücken in 56,36 Sekunden mit 0,33 Sekunden Vorsprung vor Peter Rocca, Rômulo Arantes erhielt die Bronzemedaille. Die 4-mal-100-Meter-Lagenstaffel aus den Vereinigten Staaten mit Bob Jackson, Nick Nevid, Joe Bottom und David McCagg gewann mit fast vier Sekunden Vorsprung vor den Staffeln aus der Bundesrepublik Deutschland und aus dem Vereinigten Königreich. Im Jahr darauf fanden die Panamerikanischen Spiele 1979 in San Juan statt. Jackson siegte über 100 Meter Rücken vor Rômulo Arantes und dem Kanadier Steve Pickell. Die 4-mal-100-Meter-Lagenstaffel mit Bob Jackson, Steve Lundquist, Bob Placak und David McCagg, die alle die 100-Meter-Strecke auf ihrer Lage gewonnen hatten, schlug im Ziel fast sieben Sekunden Vorsprung vor den Kanadiern an. Bob Jackson war 1979 und 1980 Meister der Vereinigten Staaten über 100 Meter Rücken. An den Olympischen Spielen 1980 konnte er aber wegen des Olympiaboykotts nicht teilnehmen.
Der 1,93 m große Bob Jackson begann beim Camden Swim Club. Nach den Olympischen Spielen 1976 ging er an die University of Arizona.